# Schloss Dřevíč
Das Schloss Dřevíč (deutsch Schloss Grund) ist ein ehemaliges Jagdschloss in Tschechien. Es liegt neun Kilometer nordwestlich von Beroun im Pürglitzer Wald auf dem Gebiet der Gemeinde Sýkořice im Okres Rakovník.

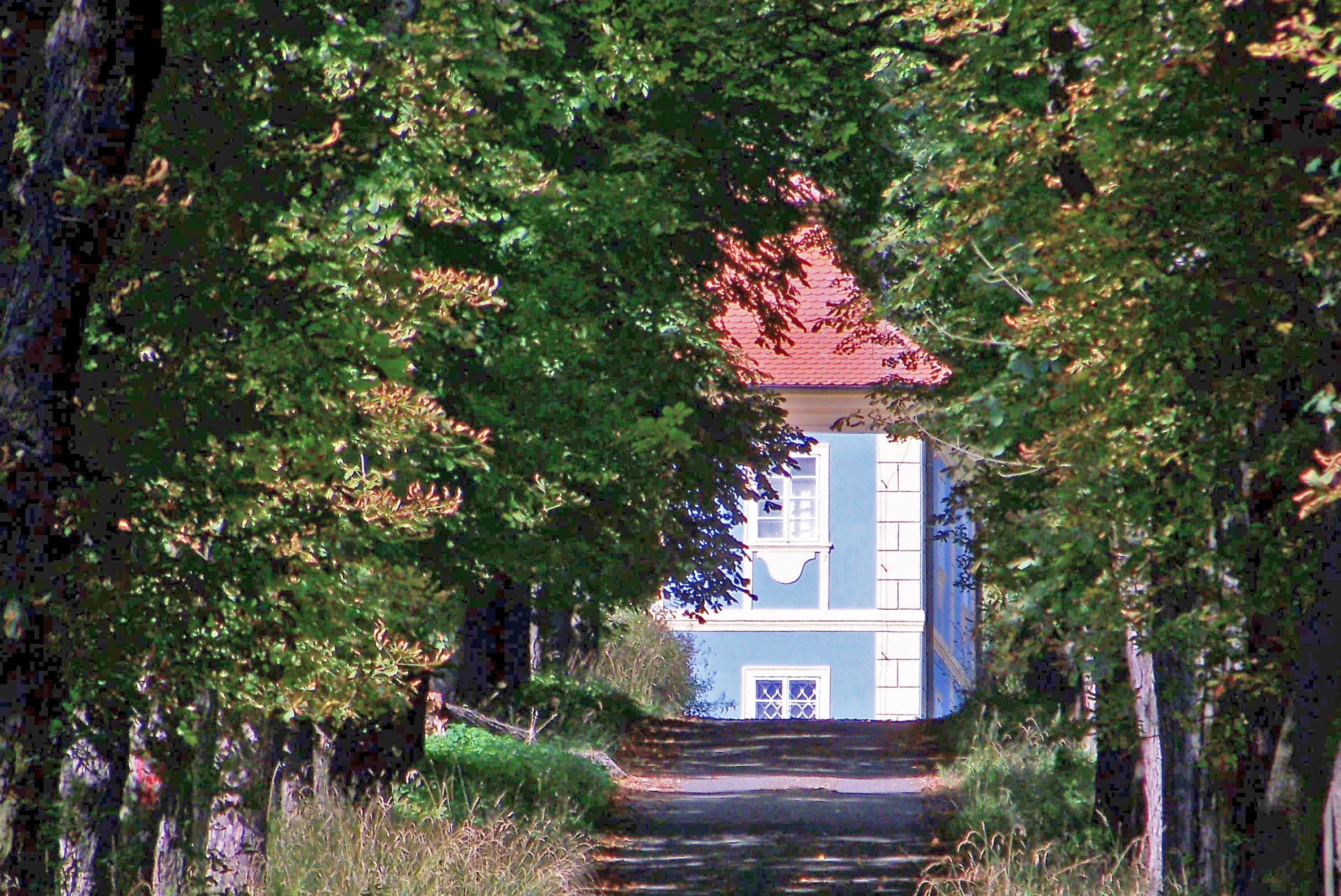
Sýkořice, Dřevíč, von der Einfahrt

## Geographie
Das Schloss liegt rechtsseitig über dem Tal der Vůznice in der Křivoklátská vrchovina im Landschaftsschutzgebiet Křivoklátsko. Westlich des Schlosses verläuft die Staatsstraße II/116 zwischen Nižbor und Lány. Knapp zwei Kilometer nördlich befindet sich auf einem Sporn die Ruine der mittelalterlichen Jagdburg Jenčov (Ginčow).
Umliegende Ortschaften sind Běleč und Bratronice im Norden, Horní Bezděkov und Malé Kyšice im Nordosten, Chyňava im Osten, Železná, Hýskov und Nižbor im Südosten, Otročiněves im Süden, Žloukovice im Südwesten, Račice im Westen sowie Sýkořice im Nordwesten.
Das Tal östlich des Schlosses ist als Nationales Naturreservat Vůznice geschützt.

## Geschichte
Alten Überlieferungen nach soll auf dem Plateau über den Vůznicegrund die ab 1002 in der Chronica Boemorum erwähnte Burg Dřewíč gestanden haben, die dem Fürsten Udalrich als Aufenthalt diente. Auch der alte Flurname Obora deutete auf die Existenz einer früheren Jagdburg hin. Heute wird als deren Standort jedoch der Hügel Dřevíč bei Kozojedy angenommen.
Im Jahre 1572 ließ der Statthalter des Königreiches Böhmen, Erzherzog Ferdinand, im zur Kronherrschaft Pürglitz gehörigen Waldstück Obora ein Jägerhaus errichten. Im Jahre 1685 verkaufte Kaiser Leopold I. die Herrschaft an Ernst Joseph Graf von Waldstein. 1731 vererbte Johann Joseph Graf von Waldstein die Herrschaft an seine Tochter und Universalerbin Maria Anna Fürstin zu Fürstenberg. Deren Ehemann, Joseph Wilhelm zu Fürstenberg ließ bei dem Jägerhaus das Jagdschlösschen Grund errichten.
In seiner topographischen Beschreibung des Königreiches Böhmen erwähnte Johann Gottfried Sommer im Jahre 1845 das Schloss nicht als solches. Stattdessen sind die Oberförsterei Grund und die Ruinen einer kleinen Burg Dřewič genannt. Auch auf der aus dieser Zeit stammenden Franziszäischen Landesaufnahme ist nur das Jägerhaus Dřewič eingezeichnet.
Im Jahre 1923 wurde Joachim Egon Fürst zu Fürstenberg auf dem Schloss geboren. Sein Großvater Max Egon II. zu Fürstenberg verkaufte die Pürglitzer Güter einschließlich Schloss Grund 1929 an den tschechoslowakischen Staat. Danach diente das wieder als Dřevíč bezeichnete Schloss als Sitz eines staatlichen Forstamtes. In der zweiten Hälfte des 20. Jahrhunderts ging das Schloss in die Rechtsträgerschaft der Generaldirektion der Landwirtschaftlichen Versorgungs- und Einkaufsgenossenschaft Prag (ZZN) über, die es als Schulungszentrum nutzte.
Nach der Samtenen Revolution erwarb im Jahre 1991 Karel Schwarzenberg das Schloss; er ist ein Enkel von Max Egon II. jüngerem Bruder Karl-Emil zu Fürstenberg. Es diente ihm als Privatsitz und ist nicht für die Öffentlichkeit zugänglich.

## Bauliche Anlage
Der in der 1. Hälfte des 18. Jahrhunderts errichtete eingeschossige Barockbau mit rechteckigem Grundriss und Mansarddach wurde im 19. Jahrhundert umgebaut. Über dem an der Südseite befindlichen Eingang befindet sich als Pretiose ein kleines Wappen des Fürstenhauses Fürstenberg. Zum Ensemble gehören außerdem ein Sommerpavillon und Wirtschaftsgebäude.
Westlich des Schlosses befindet sich die neubarocke Kapelle des hl. Hubertus. Sie wurde 1899 vom Architekten Amand Louis Bauqué errichtet, der auch das fürstenbergische Schloss Donaueschingen umgebaut hatte.